# Gaspard de Tressemanes de Brunet
Gaspard de Tressemanes de Brunet (* 1721 in Riez; † 5. September 1784 in Franconville) war von 1755 bis 1771 Bischof von Glandèves.
Gaspard de Tressemanes-Brunet war der dritte Sohn von Gaspard de Tressemanes, Herrn von Brunet, und Madeleine de Bélier. Er war Domherr an der Kathedrale vom Hlst. Erlöser in Aix, als er 1755 vom König zum Bischof von Glandèves ernannt wurde. Die Weihe empfing er am 19. Oktober in der Kirche der Grands-Augustins in Paris durch Kardinal Rochefoucauld. In derselben Zeremonie wurde auch Bischof Apchon von Dijon geweiht. Am 5. November 1766 übernahm er von seinem Vorgänger Jean-Baptiste de Belloy die Abtei Saint-André de Villeneuve in der Diözese Avignon als Kommende.
Bischof Tressemanes legte sein Amt 1771 nieder und übernahm die Abtei Saint-Georges de Boscherville in der heutigen Gemeinde Saint-Martin-de-Boscherville bei Rouen. 1779 demissionierte er auch hier und zog sich nach Franconville la Garenne bei Pontoise zurück, wo er 1784 starb.